# Région de La Mé
La région de La Mé, située dans le Sud de la Côte d'Ivoire, est une région et une collectivité territoriale ayant pour chef-lieu, la ville d'Adzopé. Elle constitue avec la région Agnéby-Tiassa et la région des Grands Ponts, le district des Lagunes et regroupe quatre départements : Adzopé, Akoupé, Alépé et Yakassé-Attobrou. La région de La Mé est administrée par un préfet, N'zi Kanga Rémi, et un conseil régional présidé par Patrick Achi.
La région de La Mé, du nom d’un fleuve traversant la zone, est née du découpage administratif de la Côte d'Ivoire de 2011. Région agricole, elle se distingue également par ses attractions touristiques et la richesse de son patrimoine culturel.
En 2021, la population est de 726 665 habitants.

## Administration
Outre, l'Administration publique déconcentrée et décentralisée, la chefferie traditionnelle reste très active dans la région avec des chefs traditionnels regroupés en une amicale, couvrant les départements d’Adzopé, Akoupé et Yakassé-Attobrou. Cette amicale est présidée par Nanan Béri Séka Dieudonné Pierre.
Avant 2011, La Mé faisait partie de la grande région Agnéby avec Agboville, le chef-lieu de département. La région de La Mé regroupe les villes d’Adzopé (le chef-lieu depuis le décret no 2011-263 du 28 septembre 2011), Alépé, Akoupé et Yakassé-Attobrou.
La région de La Mé (du nom d’un fleuve côtier de 140 km de longueur) 
Elle est constituée de quatre départements :
- Adzopé ;

- Akoupé ;

- Alépé ;

- Yakassé-Attobrou

Six communes :
- Adzopé ;

- Agou ;

- Akoupé ;

- Afféry ;

- Alépé ;
- Yakassé-Attobrou.

dix-sept (17) sous-préfectures :
- Adzopé ;
- Agou ;
- Assikoi ;
- Annépé ;
- Yakassé- Mé ;
- Bécédi Brignan ;
- Akoupé ;
- Afféry ;
- Bécouéfin ;
- Alépé ;
- Oghlwapo ;
- Aboisso Comoé ;
- Allosso ;
- Danguira ;
- Yakassé-Attobrou ;
- Biéby et Abongoua.

La région de La Mé est constituée en association avec la région de l’Agnéby-Tiassa et la région des Grands Ponts, et elle fait partie du district des Lagunes.

## Politique
Patrick Achi, candidat du Rassemblement des houphouëtistes pour la démocratie et la paix (RHDP), est élu président du conseil régional lors de l'élection régionale d'avril 2013 avec 52,64 % des voix devant Edmond Assi Aka, candidat indépendant (23,81 % des voix). Achi, candidat commun du RHDP et du Parti démocratique de Côte d'Ivoire – Rassemblement démocratique africain, est réélu président du conseil régional lors de l'élection régionale d'octobre 2018 avec 64,58 % des voix, devant Benjamin Yapo Atsé (de) (indépendant, 18,38 %) et Camille Séka Atsé (indépendant, 15,92 %). Lors de l'élection de septembre 2023, Achi est réélu avec 68,9 % des voix devant Léon Emmanuel Monnet (PDCI-RDA et PPA-CI, 31,1 %),.
| N° | Nom et prénom                         | Fonction             |
| -- | ------------------------------------- | -------------------- |
| 1  | Patrick Achi                          | Président            |
| 2  | Jean-Luc Assi                         | 1er vice-président   |
| 3  | Sylvie Kouadio N'Guessan épouse Dadié | 2ème vice-présidente |
| 4  | Joseph Séka Séka                      | 3ème vice-président  |
| 5  | Inza Koné                             | 4ème vice-président  |
| 6  | Joséphine Ebikoua Monson épouse Alloh | 5ème vice-présidente |

## Populations
Les populations autochtones sont les Akyés et les Abbeys ainsi que les ghwa, mieux connus sous le vocable de Mbatto, qui occupent le dernier tronçon du fleuve Comoé entre Alépé et Odjôhô en pays abouré, et une branche agni. Ces deux peuples étant localisés dans la sous-préfecture d'Alépé. La région enregistre aussi la présence d’allochtones Abrons, Agnis et Lobis (originaires de l'Est et du Nord-Est) ainsi que des ressortissants des pays de la Communauté économique des États de l'Afrique de l'Ouest (CEDEAO), notamment des Burkinabés, Maliens, Guinéens, Ghanéens, Mauritaniens, Togolais, Béninois, Nigériens, Nigérians ainsi que d'autres Africains.

## Démographie
La population de la région de La Mé est constituée par des autochtones Akyé. La région est fortement représentée par les allochtones (Malinkés, Abrons, Agnis, Baoulés, Koulango, etc.) et allogènes (Burkinabés, Maliens, Nigériens, Mauritaniens, etc.) attirés par les activités commerciales ou agricoles. Sur la base du Recensement Général de la Population et de l’Habitat (RGPH) de 2014, la région de La Mé comptait 514 700 habitants,. En 2021, sa population est de 726 665 habitants.

## Géographie
Elle est limitée au sud-est par la région du sud-Comoé, au sud-ouest par la région de l’Agnéby-Tiassa et le district d’Abidjan, au nord par la région du Moronou, au nord-est par celle de l’Indenié-Djuablin.
La région de La Mé est distinguée par la présence de nombreuses collines dont l’altitude moyenne n'excède  pas 100 m. Le mont Mafa est le seul point culminant (environ 200 m).
La région de La Mé dispose de deux types de sol :
- Au nord, un sol ferrallitique sur schiste moyennement lessivé
- au sud, un sol ferrallitique sur granite, très léger et plus riche[10].

## Hydrographique
La région de La Mé est arrosée par d’importants cours d’eau dont (la Comoé, la Mé, l’Agbo ou l’Agnéby, le Mafou, le Massan, le Tefa, le Mabi) situés dans les départements d’Adzopé, d’Akoupé et de Yakassé-Attobrou.
Elle est aussi arrosée par deux grandes rivières, avec un grand fleuve (la Comoé) au niveau du département d’Alépé.
La région de La Mé fait partie de la zone subéquatoriale avec un climat de type Attiéen comprenant quatre saisons dont deux saisons pluvieuses et deux saisons sèches.

## Agriculture
La région dispose d’énormes potentialités sur le plan agricole avec la production de café, de cacao, du bois, du vivrier, d’hévéa, etc. L’État ivoirien, dans le cadre de sa politique de développement agricole, a mis à la disposition des populations riveraines et de nombreux demandeurs, des terres de cultures en procédant au déclassement d’une partie de la forêt classée de Memni par arrêté no 645 du 7 mars 1973.

## Économie

### Le secteur primaire
La principale source de revenue de la région de La Mé provient de l’agriculture (cacao, café, palmier à huile, hévéa, manioc, banane) ;

### Le secteur secondaire
Elle dispose de quatre grandes unités industrielles de bois :
- La Fabrique ivoirienne de paquet (FIP) disposant d’une succursale au Cameroun ;
- L’Industrie de Promotion du Bois (INPROBOIS) ;
- Tropical-Bois ;
- La Nouvelle Scierie d’Adzopé (NSA);
- Yashvi International C.I

La région dispose de quatre opérateurs pour la distribution des produits pétroliers (Total, Texaco, Ivoire-oil, Petroleum).

### Le secteur tertiaire
La région de La Mé comprend plusieurs services publics et administratifs, des équipements socio-collectifs.
L’activité commerciale reste dominée par la vente des produits agricoles (café, cacao).
La région bénéficie de la présence de quelques pharmacies, de boulangeries ainsi que du transport urbain et interurbain (Adzopé-Abidjan).

## Tourisme
La région de La Mé est également une zone touristique disposant d'attractions telles les montagnes jumelles Mafa-Mafou (montagnes aux miracles) de Bécédi-Brignan, dans le département d´Adzopé ; un art culinaire dominé par le Biécôsseu (recette composée de poisson frais et de piment à l’étouffée dans des feuilles de bananier ainsi qu'un riche répertoire des danses traditionnelles du pays Gwa, dont le Fakwé. Le mot Fakwé désigne à la fois une danse spécialement exécutée  lors du défilé martial appelé aussi Fakwé  réminiscence de " l'exode " du peuple Gwa, depuis Monogaga jusqu'à son habitat actuel.